# Понсе де Ла-Грав, Гийом
Гийом Понсет де Ла-Грав (30 ноября 1725, Каркассон — между 1800 и 1803) — французский историк. 
Имел юридическое образование и работал сначала адвокатом в Тулузе, затем генеральным прокурором во французском Адмиралтействе, также был королевским цензором, в свободное от работы время занимался изучением литературы. Состоял членом академий Ла Рошеля и Бордо. Написал целый ряд трудов, большую часть из них в Париже. В основном его исследования относились к истории французского флота. После Великой Французской революции лишился всех своих должностей и последние годы провёл в отставке и безвестности. Его точная дата смерти не установлена.
Главные работы: «Précis historique de la marine royale de France» (1780, 2 тома), «Mémoires intéressants pour servir а l’histoire de France» (1788, 2 тома), «Histoire générale des descentes faites tant en Angleterre qu’en France depuis Jules César jusqu’a nos jours» (1799, 2 тома), «Le tocsin maritime» (1801), «Considérations sur le célibat» (1801).